# Vjačeslav Kislicin
Vjačeslav Kislicin (B. A. Кислицын) bivši je predsjednik ruske republike Marij El. 
Predao je predsjednički ured 4. siječnja 2001.
Mjesto je izgubio je u prosincu 2000. godine u jednom od najtjesnijih  izbora održanih u razdoblju od 1991. do 2005. godine, kada su čelnici ruskih upravnih jedinica bili izravno birani.
U prvom krugu, Leonid Igorevič Markelov je bio malko ispred Kislicina Vjačeslava Kislicina, tako što je Markelov imao 29 %, a Kislicin 25 %, pored nekoliko inih kandidata.
U drugom krugu glasovanja, dva tjedna poslije, Markelov je izabran s 58,2 % biračkih glasova; za razliku od većine izbora za upravne jedinice u Rusiji, gdje bi jedan kandidat dobio nadmoćnu većinu.
1996., Kislicin pobjeđiva Markelova, pobijedivši s 38 % glasova.
Markelov je izabran na svoj drugi četverogodišnji predsjednički mandat 2004. godine, dobivši 56% na glasovanju.